# Artemisia genipi
Assenzio genepi a spiga (nome scientifico  Artemisia genipi  Stechm., 1775) è una specie di pianta angiosperma dicotiledone della famiglia delle Asteraceae (sottofamiglia Asteroideae, tribù Anthemideae (Asian-southern African grade) e sottotribù Artemisiinae).

## Etimologia
Il nome Artemisia, di etimologia incerta, è ricondotto alla dea greca della caccia Artemide, o secondo un'altra ipotesi alla regina Artemisia († 350 a.C.), succeduta sul trono di Caria al fratello e consorte Mausolo; si ipotizza inoltre un riferimento al greco artemes (“sano”), con allusione alle proprietà medicamentose delle piante del genere.. L'epiteto specifico (genipi) è di origine incerta; il "Dizionario etimologico italiano" (Battisti-Giacomelli) menziona il termine "genipi" come derivato dal francese "génépi" o "génipi", una parola questa indicante in modo generico diverse piante aromatiche alpine.
Il nome scientifico della specie è stato definito dal botanico Johannes Paul Stechmann nella pubblicazione " Artemisiis. Göttingen" ( Artemis. 17 ) del 1775.

## Descrizione

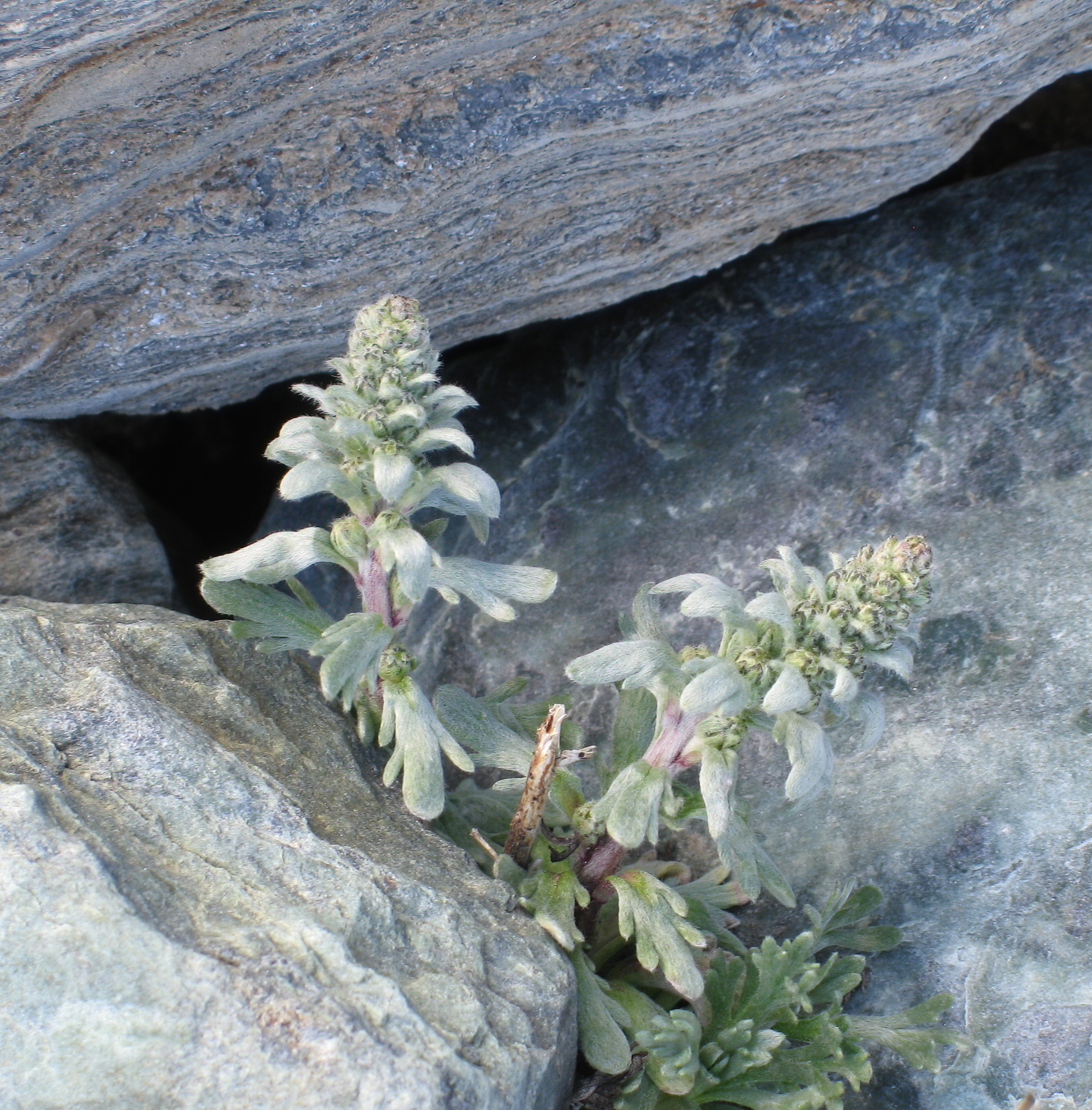
Il portamento

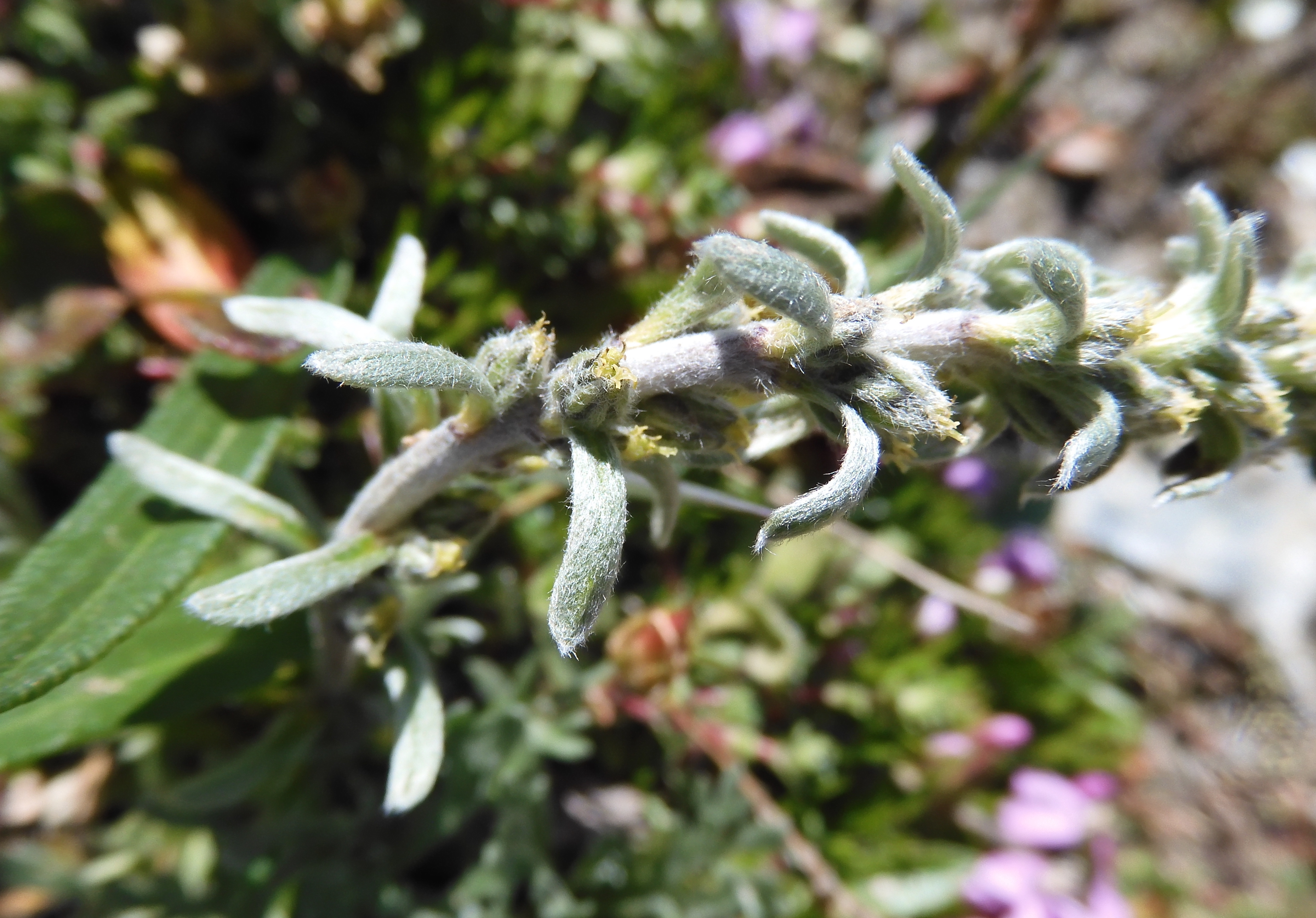
Le foglie

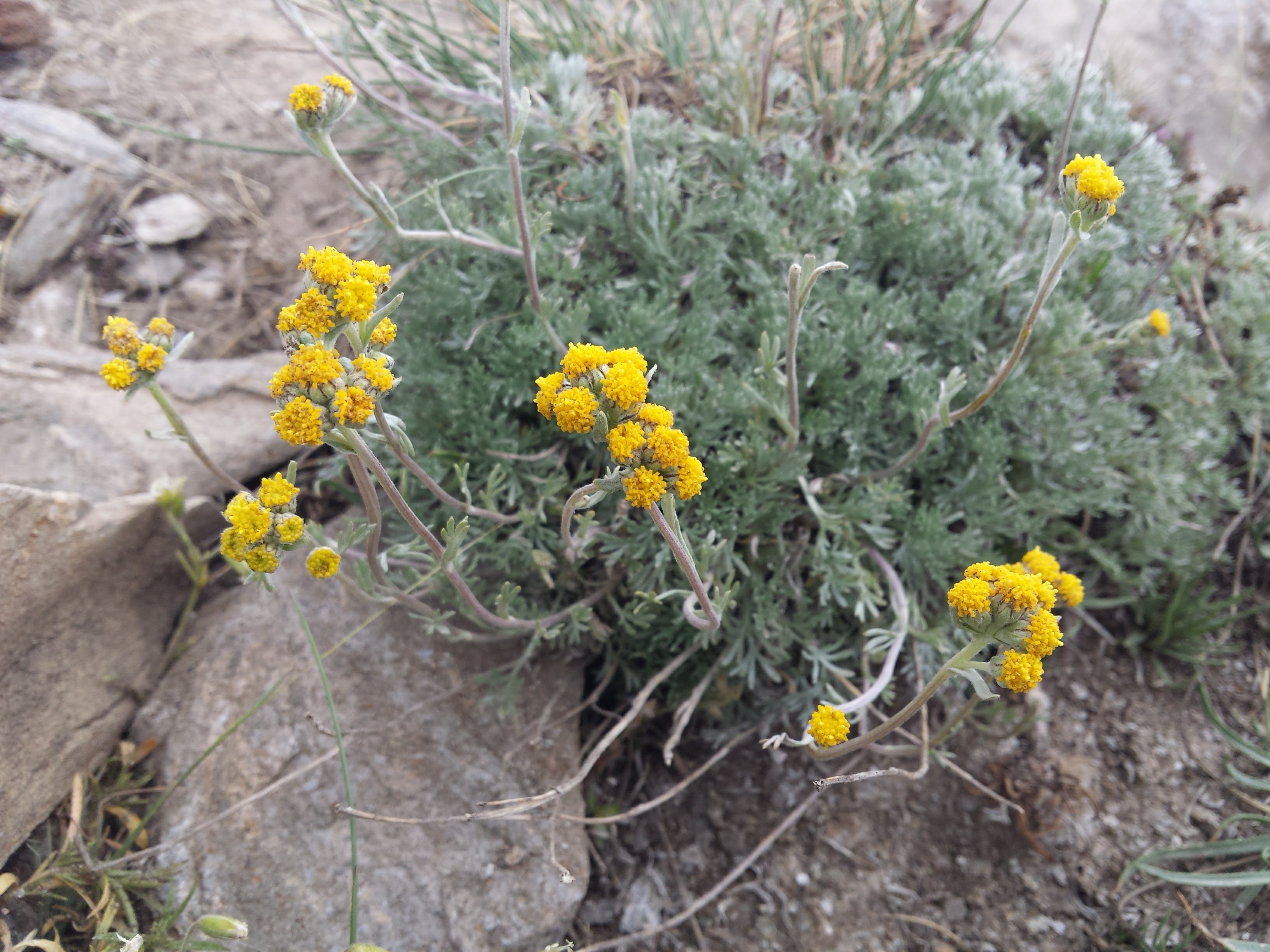
Infiorescenza

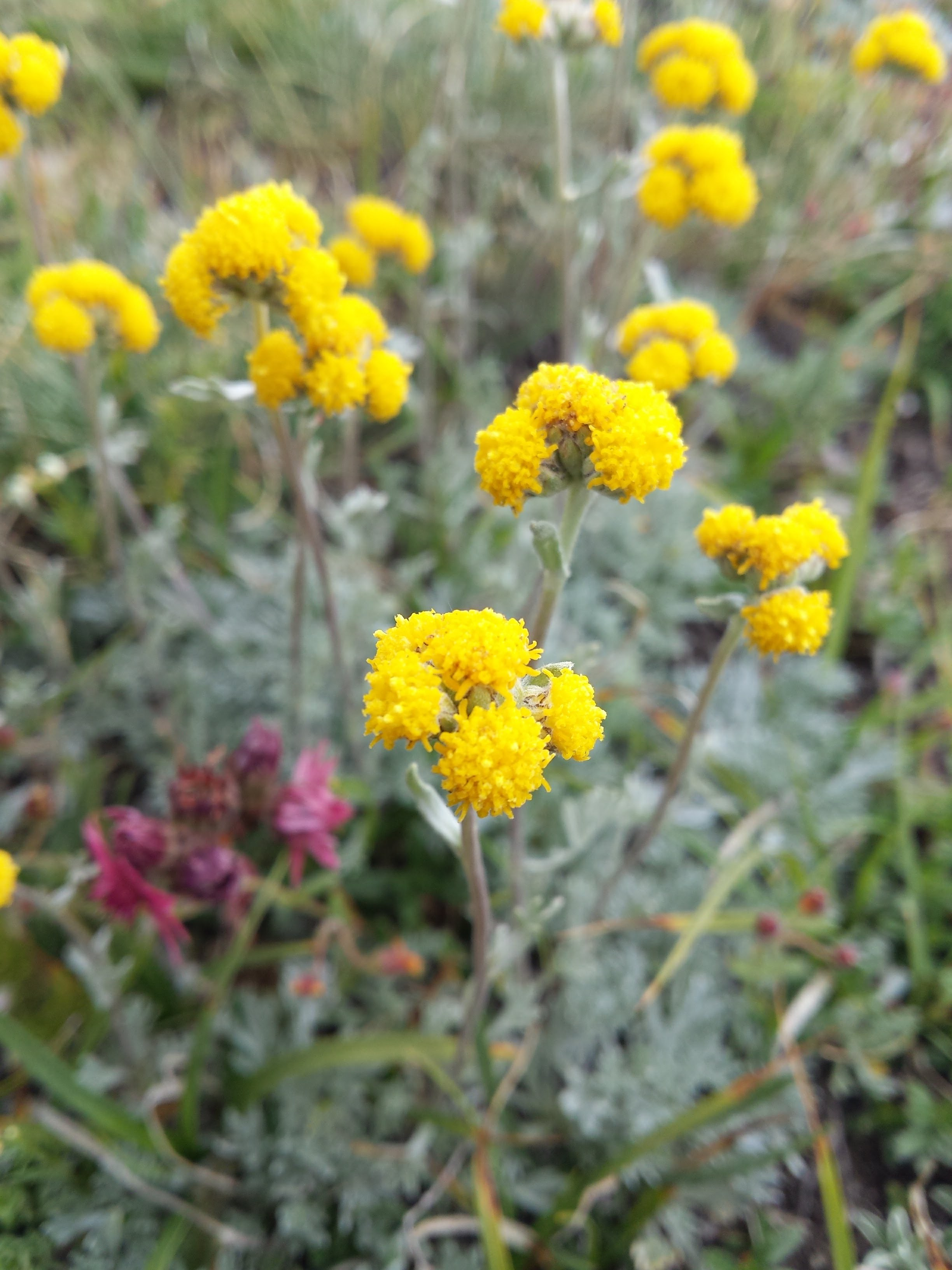
I fiori

Portamento. La specie di questa voce ha un habitus di tipo erbaceo perenne. La forma biologica è camefite fruticose (Ch frut), ossia sono piante perenni, legnose alla base, con gemme svernanti poste ad un'altezza dal suolo tra i 2 ed i 30 cm con un aspetto arbustivo. Le porzioni erbacee seccano annualmente e rimangono in vita soltanto le parti legnose.
Radici. Le radici sono secondarie da rizoma o da fittone e sono colorate di color marrone.
Fusto. L'indumento consiste in brevi peli ghiandolari (medifissi o basifissi bianco tomentosi). I peli, a forma di "T" con odore aromatico, sono fitti. La parte aerea del fusto è più o meno eretta, molto ramificata con diversi capolini terminali (cespuglietto nano). La parte basale del fusto è legnosa. Altezza media: 5 - 15 cm.
Foglie. Sono presenti sia foglie basali che cauline. La disposizione delle foglie lungo il fusto è alternata. Quelle inferiori sono picciolate; quelle superiori sono sub-sessili. La lamina fogliare a forma più o meno lanceolata è del tipo 1–2–3-pennatopartita con segmenti in genere stretti e lunghi (ossia 2 - 3 volte triforcata); a volte con margini dentati. Le foglie cauline sono progressivamente più ridotte e più semplici (lacinie). Foglie basali: picciolo lungo 10 - 25 mm. Foglie cauline: 1,5 x 5 mm.
Infiorescenza. Le sinflorescenze sono formate da piccoli capolini raccolti in spighe. Le infiorescenze vere e proprie sono composte da un capolino terminale più o meno sessile di tipo disciforme. I capolini sono formati da un involucro, con forme ovoidi, composto da 2 a 20 brattee, al cui interno un ricettacolo fa da base ai fiori del disco (quelli del raggio qui sono assenti). Le brattee, con una forma da ovata a lanceolata, sparsamente pubescenti sul dorso, con orlo nero evidente e a consistenza erbacea, sono disposte in modo più o meno embricato su più serie. Il ricettacolo è nudo ossia senza pagliette a protezione della base dei fiori; la forma è piatta. Dimensione dei capolini: 2 x 4 mm.
Fiori.  I fiori (da 10 a 20 per capolino) sono tetra-ciclici (formati cioè da 4 verticilli: calice – corolla – androceo – gineceo) e pentameri (calice e corolla formati da 5 elementi). Sono numerosi con forme brevemente tubulose (attinomorfe); sono ermafroditi. Possono essere divisi tra fiori solamente femminili (posti alla periferia) e fiori bi-sessuali (posti al centro) o funzionalmente maschili. 
- Formula fiorale:

*/x K {\displaystyle \infty }, [C (5), A (5)], G 2 (infero), achenio
- Calice: i sepali del calice sono ridotti ad una coroncina di squame.

- Corolla: le corolle dei fiori periferici sono affusolate con lembi più o meno ligulati o filiformi; le corolle di quelli più centrali sono pentalobate a forma deltata. Il colore della corolla varia da giallastro, rossiccio a verdastro-bruno.

- Androceo: l'androceo è formato da 5 stami (alternati ai lobi della corolla) sorretti da filamenti generalmente liberi e sottili; gli stami sono connati e formano un manicotto circondante lo stilo. Le antere possono essere sia di tipo basifissa che medifissa (ossia attaccate al filamento per la base – nel primo caso; oppure in un punto intermedio – nel secondo caso).[12] Questa caratteristica ha valore tassonomico in quanto distingue i generi gli uni dagli altri. Normalmente le antere variano da ottuse (arrotondate) a leggermente appuntite alla base (o anche caudate); in alcune specie le appendici sono triangolari, lineari o ellittiche. Il tessuto endoteciale (rivestimento interno dell'antera) non è polarizzato. Il polline è sferico con un diametro medio di circa 25 micron;  è tricolporato (con tre aperture sia di tipo a fessura che tipo isodiametrica o poro) ed è più o meno echinato (con punte sporgenti).

- Gineceo: l'ovario è infero uniloculare formato da 2 carpelli. Lo stilo (il recettore del polline) è profondamente bifido (con due stigmi divergenti) e con le linee stigmatiche marginali separate o contigue. I due bracci dello stilo hanno una forma troncata e possono essere papillosi o ricoperti da ciuffi di peli.

- Antesi: da luglio ad agosto.

Frutti.  Il frutto è un achenio sprovvisto di pappo. La forma varia da ellissoide a obovoide ed è compressa ai lati. La parte apicale è rotondeggiante e priva di corona. Il pericarpo può possedere (oppure no) delle cellule mucillaginifere, mentre le sacche di resina sono assenti.

## Biologia
Impollinazione: tramite insetti (impollinazione entomogama tramite farfalle diurne e notturne).

Riproduzione: la fecondazione avviene fondamentalmente tramite l'impollinazione dei fiori.

Dispersione: i semi cadono a terra e vengono dispersi soprattutto da insetti come formiche (disseminazione mirmecoria). Un altro tipo di dispersione è zoocoria: gli uncini delle brattee dell'involucro (se presenti) si agganciano ai peli degli animali di passaggio che portano così i semi anche su lunghe distanze. Inoltre per merito del pappo (se presente) il vento può trasportare i semi anche per alcuni chilometri (disseminazione anemocora).

## Distribuzione e habitat

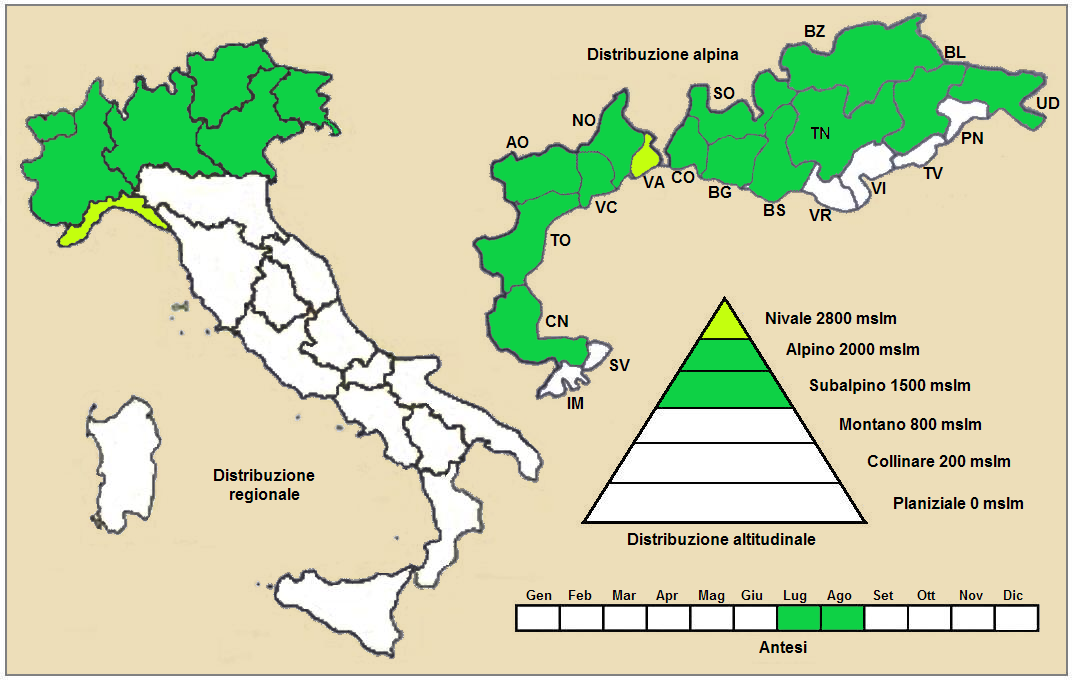
Distribuzione della pianta (Distribuzione regionale – Distribuzione alpina)

Geoelemento: il tipo corologico (area di origine) è  Endemico.
Distribuzione: in Italia questa specie si trova raramente nelle Alpi (dalla Carnia alle alpi Marittime). Fuori dall'Italia, sempre nelle Alpi, questa specie si trova in Francia, Svizzera, Austria e Slovenia.
Habitat: l'habitat tipico per queste piante sono le rupi e ghiaie nella fascia alpina e nivale. Il substrato preferito è calcareo ma anche siliceo con pH neutro, bassi valori nutrizionali del terreno che deve essere secco.
Distribuzione altitudinale: sui rilievi alpini, in Italia, queste piante si possono trovare fino a quote tra 2.400 e 2.800 m s.l.m. (massimo 3.500 m s.l.m.); nelle Alpi frequentano quindi i seguenti piani vegetazionali: subalpino, alpino e in parte quello nivale. 

## Fitosociologia

### Areale alpino
Dal punto di vista fitosociologico alpino Artemisia genipi appartiene alla seguente comunità vegetale:
Formazione: delle comunità delle fessure, delle rupi e dei ghiaioni
Classe: Thlaspietea rotundifolii
Ordine: Drabetalia hoppeanae
Alleanza: Drabion hoppeanae

### Areale italiano
Per l'areale completo italiano Artemisia genipi appartiene alla seguente comunità vegetale:
Macrotipologia: vegetazione casmofitica, glareicola ed epifitica
Classe:  Thlaspietea rotundifolii Br.-Bl., 1948
Ordine:   Drabetalia hoppeanae Zollitsch ex Merxm. & Zollitsch, 1967
Alleanza: Drabion hoppeanae Zollitsch ex Merxm. & Zollitsch, 1967
Descrizione. L'alleanza Drabion hoppeanae è relativa alle comunità dei ghiaioni calcarei e scisto-calcarei delle aree alpine. Questa comunità si sviluppa su detriti criofili di calcescisti o di rocce di diversa natura. I piani interessati sono quelli alpini e nivali. Le specie di questa associazione rappresentano stadi pionieri e spesso lungamente durevoli. In Italia è presente sulle Alpi.
Alcune specie presenti nell'associazione: Draba hoppeana, Draba dolomitica, Artemisia genipi, Campanula cenisia, Saxifraga biflora, Herniaria alpina, Doronicum glaciale, Galium megalospermum, Psilathera ovata e Pritzelago brevicaulis.

## Sistematica
La famiglia di appartenenza di questa voce (Asteraceae o Compositae, nomen conservandum) probabilmente originaria del Sud America, è la più numerosa del mondo vegetale, comprende oltre 23.000 specie distribuite su 1.535 generi, oppure 22.750 specie e 1.530 generi secondo altre fonti (una delle checklist più aggiornata elenca fino a 1.679 generi). La famiglia attualmente (2021) è divisa in 16 sottofamiglie; la sottofamiglia Asteroideae è una di queste e rappresenta l'evoluzione più recente di tutta la famiglia.

### Filogenesi
Il gruppo di questa voce è descritto nella tribù Anthemideae, una delle 21 tribù della sottofamiglia Asteroideae). In base alle ultime ricerche nella tribù sono stati individuati (provvisoriamente) 4 principali lignaggi (o cladi); il genere  Artemisia (insieme alla sottotribù Artemisiinae) è incluso nel clade Asian-southern African grade.
Attualmente il genere, nell'ambito della flora spontanea italiana, è suddiviso in quattro sezioni e alcune sottosezioni. La specie di questa voce appartiene alla "Sezione II" (Absinthium) caratterizzata dai fiori del disco ermafroditi (i fiori periferici sono femminili), il ricettacolo pubescente e di tipo disciforme, l'indumento formato da peli medifissi, e alla "Sottosezione D" caratterizzata dalle foglie inferiori doppiamente triforcate. Altra specie della stessa sezione: Artemisia umbelliformis Lam. (Assenzio genepi bianco) e Artemisia eriantha  Ten. (Assenzio rupestre).
Più in generale (in base ad una analisi completa del genere) la specie di questa voce appartiene al sottogenere Absinthium  (Mill.) Less. (vedi "clade 7") caratterizzato da cicli biologici annuali, biennali o perenni con portamenti subarbustivi, foglie pennate, medie, siflorescenze a pannocchie o racemi e capolini eterogami disciformi con ricettacolo pubescente oppure eterogami disciformi.
I caratteri distintivi della specie  Artemisia genipi sono:
- le foglie sono divise in sottili lacinie, e sono tomentose o vischiose;
- le foglie inferiori sono divise due volte in tre segmenti;
- le brattee dell'involucro sono brevemente pubescenti sul dorso (il margine bruno rimane in vista);
- i capolini contengono 10 – 20 fiori.

Il numero cromosomico delle specie di questa voce è: 2n = 18.

### Variabilità
La variabilità di questa specie si manifesta soprattutto nel portamento (contratto o allungato), i capolini possono raggiungere la dimensione di 5 mm e contenere fino a 20 fiori.
Per questa specie sono riconosciute le seguenti sottospecie:
- Artemisia genipi subsp. foliosa Giacom. & Pignatti, 1950

Descrizione: tutti i capolini sono raccolti in una densa spiga apicale di 2 - 3 cm; le foglie cauline sono 2 volte lunghe quanto l'internodio; le foglie basali sono ricoperte da peli a navetta lunghi 0,7 - 1,1 mm; i capolini contengono 8 - 12 fiori.
Distribuzione: è una sottospecie molto rara e si trova nelle Dolomiti di Benta.
- Artemisia genipi subsp. genipi

Descrizione: all'apice dell'infiorescenza i capolini sono ravvicinati al fusto e formano una densa spiga (8 x 15 mm); le foglie cauline sono 1 - 1,5 volte lunghe quanto l'internodio; le foglie basali sono ricoperte da peli a navetta lunghi 0,4 - 0,8 mm; i capolini contengono 10 - 15 fiori.
Distribuzione: Austria, Francia, Italia, Svizzera e Penisola Balcanica.

### Sinonimi
Sono elencati alcuni sinonimi per questa entità:
- Artemisia decipiens (Vacc.) Giacom. & Pignatti
- Artemisia genipi var. accedens  Rouy
- Artemisia genipi var. decipiens  Vacc.
- Artemisia genipi var. densa  Vacc.
- Artemisia genipi var. integrifolia  Vacc.
- Artemisia genipi var. laxiuscula  Vacc.
- Artemisia mirabilis  Rouy
- Artemisia spicata  Wulfen ex Jacq.
- Artemisia spicata subsp. villarsii  H.Marcailhou & A.Marcailhou

### Specie simili
Una specie molto simile a quella di questa voce è Artemisia nivalis Braun-Blanq., 1920, ma è completamente glabra e ridotta (altezza massima 10 cm). Si trova solamente nel Vallese (Svizzera).

## Usi
È l'ingrediente base nella preparazione del liquore aromatico Genepì.